# Nghiệm pháp Schober
Nghiệm pháp Schober là nghiệm pháp sử dụng trong y học vật lý, phục hồi chức năng, ở các bệnh nhân thấp khớp nhằm đo độ linh hoạt vùng thắt lưng bệnh nhân.

## Cách làm
Nghiệm pháp Schober để đánh giá khả năng giãn của cột sống thắt lưng ở tư thế cúi. Người bệnh đứng thẳng, hai gót chân chạm nhau, hai bàn chân mở góc 20 - 30 độ. Người đo kẻ một đường ngang qua hai gai chậu sau trên của bệnh nhân, đường này đi qua khoang gian đốt L5 - S1 và cắt đường thẳng theo trục cơ thể đi qua các gai sau của cột sống. Đánh dấu điểm giao nhau này, từ điểm này đo lên phía trên theo đường đi qua các gai sau cột sống 10 cm và đánh dấu điểm này. Cho bệnh nhân cúi xuống tối đa trong tư thế hai chân thẳng, hai tay thẳng, cố gắng chạm tay xuống mặt đất. Đo khoảng cách giữa hai điểm đã đánh dấu, bình thường khoảng cách này đạt 14/10 cm đến 15/10 cm. Khi khoảng cách này chỉ đạt 13/10 cm trở xuống là nghiệm pháp dương tính, cần ghi số centimet đo được, ví dụ nghiệm pháp Schober dương tính 12,5/10 cm.
Nghiệm pháp Schober dương tính nói lên hạn chế độ giãn của cột sống. Độ giãn cột sống giảm có thể do thoái hóa cột sống gây cứng cột sống, đau vùng cột sống khi cúi, co cứng cơ cạnh sống, kéo căng rễ thần kinh gây đau ở người thoát vị đĩa đệm cột sống thắt lưng có chèn ép rễ thần kinh. Nghiệm pháp này hữu ích để chẩn đoán một bệnh nhân nghi ngờ bị viêm cột sống dính khớp.

## Lịch sử
Năm 1937, tiến sĩ, bác sĩ người Đức, ông Paul Schober (11 tháng 3 năm 1865 - 22 tháng 8 năm 1943) là người mô tả nghiệm pháp này.